# Dingjiagang (sockenhuvudort i Kina, Hunan Sheng, lat 28,88, long 111,56)
Dingjiagang (kinesiska: 丁家港, 丁家港乡) är en sockenhuvudort i Kina. Den ligger i provinsen Hunan, i den södra delen av landet, omkring 160 kilometer nordväst om provinshuvudstaden Changsha. Antalet invånare är 14 351. Befolkningen består av 7 068 kvinnor och 7 283 män. Barn under 15 år utgör 12,0 %, vuxna 15-64 år 71 %, och äldre över 65 år 15,0 %.
Runt Dingjiagang är det tätbefolkat, med 511 invånare per kvadratkilometer. Närmaste större samhälle är Zoushi, 18,3 km norr om Dingjiagang. Trakten runt Dingjiagang består till största delen av jordbruksmark.
Genomsnittlig årsnederbörd är 1 808 millimeter. Den regnigaste månaden är maj, med i genomsnitt 302 mm nederbörd, och den torraste är december, med 45 mm nederbörd.